# Lago Nahuel Huapi (buque)
El Lago Nahuel Huapi fue un buque de carga de la naviera estatal argentina ELMA.

## Historia
Fue construido por Brodosplit en Split, Yugoslavia, siendo gemelo de otras cinco naves. Incorporado en 1961, prestó servicio en ELMA hasta 1978. Pasó a la Escuela Nacional de Náutica «Manuel Belgrano» de Buenos Aires y finalmente fue desguazado.